# Patrice Hagelauer
Patrice Hagelauer, né le 5 janvier 1948 à Marrakech, au Maroc (alors sous protectorat français) est un joueur et entraîneur de tennis français.

## Biographie
Patrice Hagelauer a connu une courte carrière de joueur de tennis au milieu des années 1970, n'atteignant qu'une modeste 190e place mondiale en 1976, année lors de laquelle il réussit sa meilleure performance en parvenant en 1/8 de finale à l'Open d'Australie (à une époque où le tournoi comptait un tour de moins qu'actuellement). Il a été au mieux 12e joueur français durant son activité.
Il devient ensuite entraîneur et s'occupe en particulier de Yannick Noah, l'amenant notamment à la victoire à Roland-Garros en 1983. Il est entraîneur de l'équipe de France de Coupe Davis sur plus de vingt campagnes, dont celle victorieuse de 1991 à Lyon contre les États-Unis d'Andre Agassi et Pete Sampras.
Patrice Hagelauer, devient en 2006 le directeur technique du Team Lagardère puis le Directeur technique national de la Fédération française de tennis le 21 septembre 2009, date de sa nomination par Rama Yade en remplacement de Patrice Dominguez. Auparavant, il avait été Directeur technique national du tennis anglais.

## Palmarès

### Finale en double
| No | Date       | Nom et lieu du tournoi   | Catégorie  | Dotation | Surface    | Vainqueurs                   | Partenaire        | Score    |  |
| -- | ---------- | ------------------------ | ---------- | -------- | ---------- | ---------------------------- | ----------------- | -------- |  |
| 1  | 29-12-1977 | Zurich Grand Prix Zurich | Grand Prix | 25 000 $ | Dur (ext.) | Nikola Pilić Reinhart Probst | C. Roger-Vasselin | 6-3, 6-1 |  |